# Laktaši
Laktaši (en serbe cyrillique Лакташи et en serbe en écriture cyrillique : Лакташи) est une ville et une municipalité de Bosnie-Herzégovine située dans la république serbe de Bosnie. Selon les premiers résultats du recensement bosnien de 2013, la ville intra muros compte 5 879 habitants et la municipalité 36 848.

## Géographie
Laktaši est situé entre les municipalités de Gradiška et de Srbac au nord, de Prnjavor à l'est, de Čelinac au sud et le territoire de la ville de Banja Luka à l'ouest.

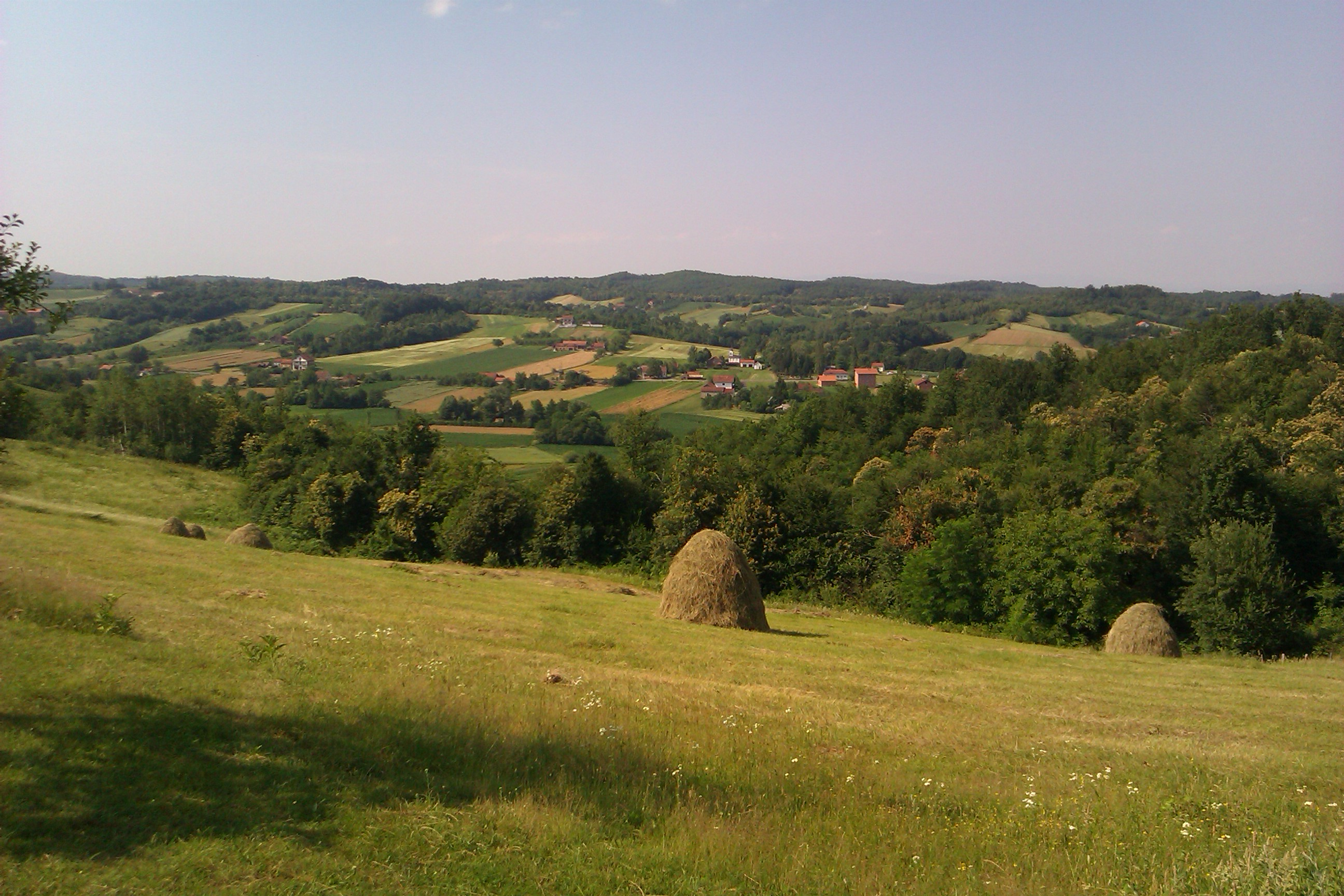
Vue du village de Bakinci

## Histoire

### Histoire ancienne
- Site archéologique de Bakinci (Laktaši) (bs) : village perché, colonie, trois basiliques paléochrétiennes, nécropole, forteresse, puis ancienne ville byzantine
- Site archéologique de Brdašce (Laktaši) (bs) : céramiques, objets en bois et en os, époque Hallstatt
- Bains romains, découverts en 1998[2]

## Localités

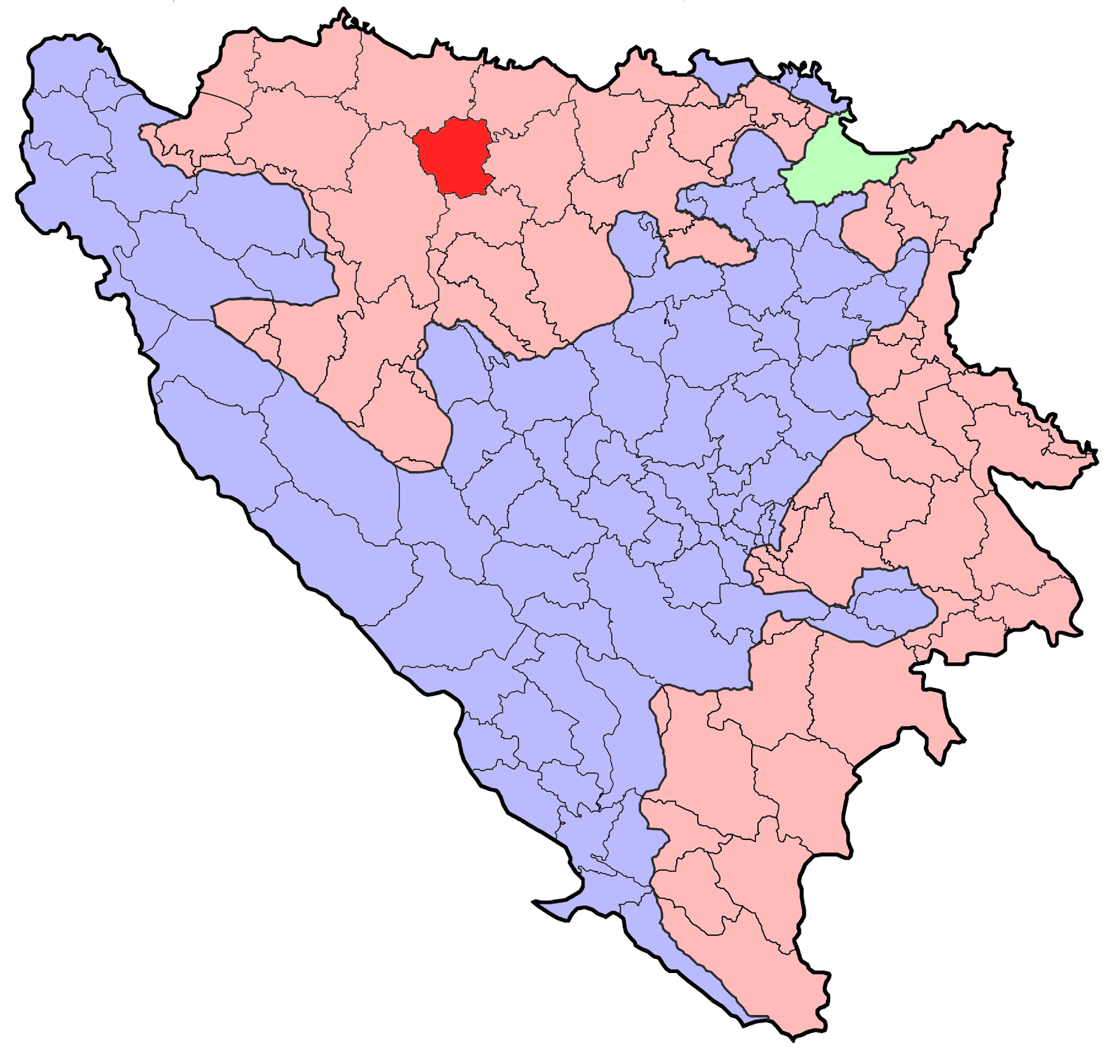
Localisation de la municipalité de Laktaši en Bosnie-Herzégovine

La municipalité de Laktaši compte 37 localités :
| - Aleksandrovac - Aleksići - Bakinci - Boškovići - Bukovica - Čardačani - Ćetojevići - Devetina - Dovići - Drugovići | - Glamočani - Jablan - Jakupovci - Jaružani - Kadinjani - Kobatovci - Koljani - Kosjerovo - Kriškovci - Krnete | - Laktaši - Ljubatovci - Maglajani - Mahovljani - Malo Blaško - Milosavci - Miloševci - Mrčevci - Papažani - Petoševci | - Rajčevci - Riječani - Slatina - Šeškovci - Šušnjari - Trn - Veliko Blaško |

## Démographie

### Villeintra muros

#### Évolution historique de la population dans la villeintra muros
| 1948  | 1953 | 1961  | 1971  | 1981  | 1991  | 2013  |
| ----- | ---- | ----- | ----- | ----- | ----- | ----- |
| 3 341 | -    | 1 015 | 1 415 | 2 607 | 3 483 | 5 879 |

|  |

### Municipalité

#### Évolution historique de la population dans la municipalité
| 1971   | 1981   | 1991   | 2013   |
| ------ | ------ | ------ | ------ |
| 25 997 | 27 676 | 29 832 | 36 848 |

#### Répartition de la population par nationalités dans la municipalité (1991)
En 1991, sur un total de 29 832 habitants, la population se répartissait de la manière suivante :

## Politique
À la suite des élections locales de 2012, les 29 sièges de l'assemblée municipale se répartissaient de la manière suivante :
| Parti                                               | Sièges |
| --------------------------------------------------- | ------ |
| Alliance des sociaux démocrates indépendants (SNSD) | 14     |
| Parti démocratique serbe (SDS)                      | 6      |
| Coalition Vozi Miško                                | 4      |
| Parti socialiste (SP)                               | 2      |
| Alliance démocratique nationale (DNS)               | 2      |
| Parti du progrès démocratique (PDP)                 | 1      |

Milan Baštinac, membre de l'Alliance des sociaux-démocrates indépendants (SNSD), a été élu maire de la municipalité.

## Sport
L'équipe de football locale, le FK Laktaši, participe au Championnat de Bosnie-Herzégovine de football.

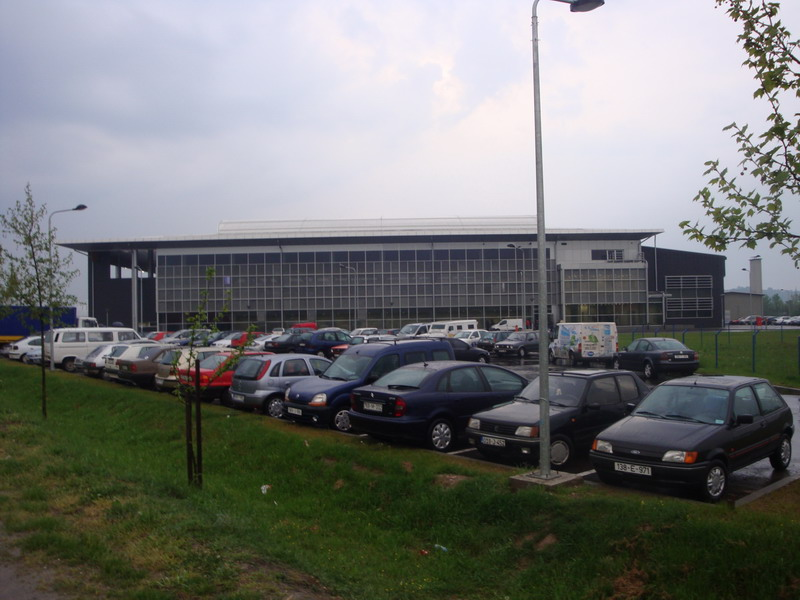
Le Centre sportif de Laktaši

## Tourisme

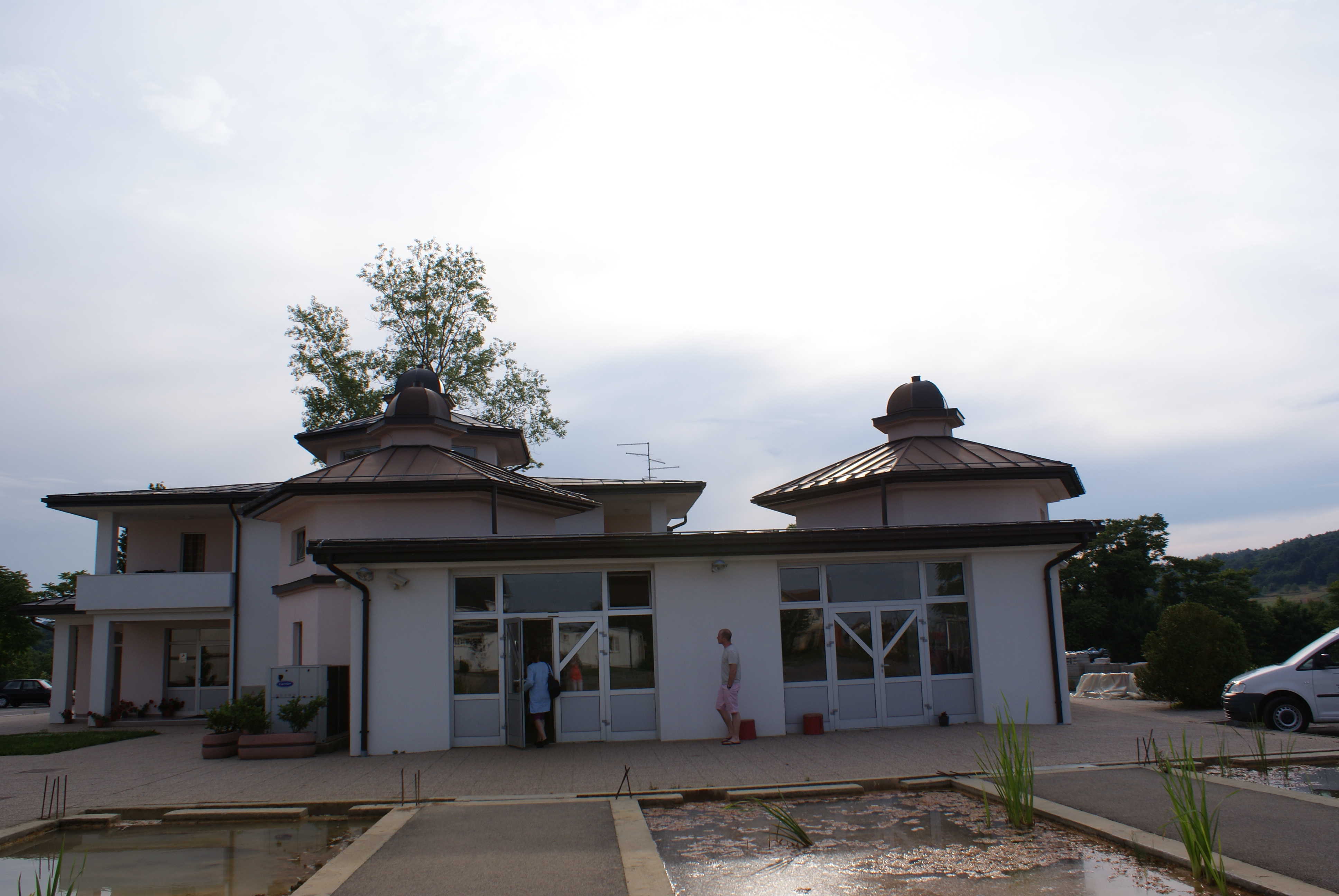
Le centre thermal de Banja Slatina

## Transports

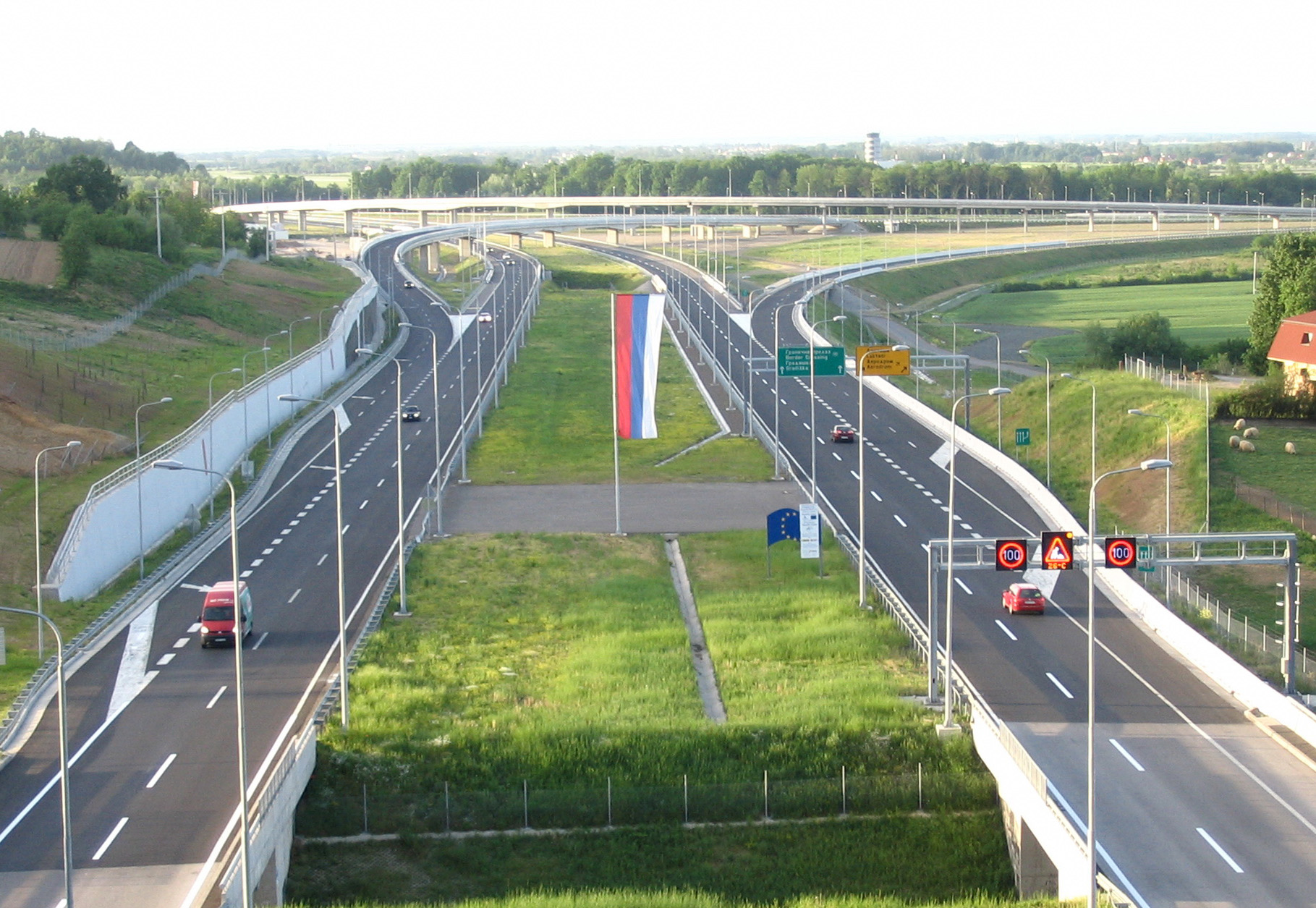
Autoroute près de Laktaši

## Personnalités
Laktaši est la ville natale de Milorad Dodik, président de la république serbe de Bosnie entre 2010 et 2018 et depuis 2022.

## Jumelages
La ville de Laktaši est jumelée avec :
- Budva (Monténégro)
- Čajetina (Serbie)
- Zrenjanin (Serbie)
- Véria (Grèce)
- Idrija (Slovénie)
- Seiersberg (Autriche)
- Lehavim (Israël)